# クロスファイア (PlayStation 2)
『クロスファイア』（X-FIRE）は、エレクトロニック・アーツ・スクウェアから2000年8月3日に発売されたTPSタイプのガンアクションシューティングゲームである。

## 概要
PlayStation 2用に製作・発売された最初期のシューティングゲームである。エレクトロニック・アーツ（EA）がスクウェアと合併した、EAの日本法人であるエレクトロニック・アーツ・スクウェアがアジア市場でのシェア拡大を意識して、初めて開発したゲームでもある。発売当時としては最新のゲーム映像技術を多数取り入れており、映像の華麗さも売りにしていた。各主人公に古谷徹、玄田哲章、三石琴乃、宮村優子等の豪華声優陣を配し話題になった。日本発売からまもなく、アメリカとヨーロッパでも『X-Squad』のタイトルで発売された。

## ストーリー
2036年、北米大陸では隕石落下を発端に、謎の伝染病が猛威を振るい始めた。事態を重く見た政府は、感染地域を一定期間隔離する決定を下す。その2カ月後、隔離地域に政府高官とメディカルチームからなる視察団が派遣されたが、連絡が途絶え、行方不明となってしまう。やがて、政府高官たちを救出するため、アッシュをリーダーとする特殊部隊チームが派遣される。２チームに分かれて調査を進めたが、施設内で見たものは病気に冒された住民と、監視の人間の姿だけだった。４人の若者は引き続き現地調査を続ける。そこで恐るべき真実と向き合うことになる。
ちなみに攻略本では2026年に隕石が落下したと書かれているため、どちらが正しい情報か未だに解明されていない。

## 登場人物
アッシュ
声 - 古谷徹
身長 185cm / 体重 82kg / 年齢 26歳
スタンフォード大学を2年で卒業した秀才。戦闘員としての能力も高く、入隊後は特殊部隊に推薦される。訓練課程を首席で卒業後、さまざまな作戦に参加してきた戦闘のエリート。作戦立案能力も高い。
メリンダ・エスティバン
声 - 三石琴乃
身長 175cm / 体重 65kg / 年齢 24歳
シカゴハイジーン大学卒業後、一般入隊。入隊後の適性検査で選別され、爆発物担当としての教育を受ける。その後、ユーロ地域に派兵。帰国後、銃器を扱うセンスの高さから特殊部隊へと推薦される。女性としては珍しく重火器を得意とし、狙撃能力も高い。
ジャド・ガズール
声 - 玄田哲章
身長 200cm / 体重 100kg / 年齢 28歳
ノートルダム大学卒業後、軍に入隊。大学時代はアメフトのスター選手だった。運動能力の高さが認められ、特殊部隊へ推薦されることとなり情報局の作戦を主に担当してきた。重火器の扱いに長く、戦車などの乗り物にも強い。
マヤ・スワンソン
声 - 宮村優子
身長 170cm / 体重 60kg / 年齢 22歳
MITを卒業後、入隊。機器開発のために採用されたが一般訓練で彼女の能力の高さを評価され、一兵士として戦場を経験せずに特殊部隊に推薦される。狙撃の才能だけでなく、情報機器等の扱いにも精通している。
トーマス・クリフォード大佐
声 - 阪脩
身長 ???cm / 体重 ??kg / 年齢 48歳
連邦大学卒業後、さまざまな戦線へと派兵され、優秀な戦績を納めてきた。カシミール紛争にアッシュが派兵されたときの上官でもある。
ビアンカ・ノーブル博士
声 - 石井七央子
身長 ???cm / 体重 ??kg / 年齢 32歳
危険を省みずに単独で隔離地域へ潜入し、独自に救済活動を行っていたところ、自治政府に捕らえられ、監禁された。隔離地域では、市民活動を行っているグループが、博士の活動を支援していたらしい。
キース・パシコフ
声 - 西村知道
身長 ???cm / 体重 ??kg / 年齢 34歳
国内テロ対策要員として隔離地域へ派遣されていた。クリフォード大佐とは、隔離地域派遣時から連絡を取り合っていたと考えられる。
ジェームス・О・グレン少佐
声 - 青森伸
身長 ???cm / 体重 ??kg / 年齢 ??歳
作戦立案を専門とし、作戦将校としてカシミール紛争にも参加。その後、情報畑を歩み、今や軍の最高秘密を知ることのできる地位まで上りつめた。